# Pedro Hernando Vásquez Rendón
Pedro Hernando Vásquez Rendón né le 1926 à Yarumal, Antioquia mort le 4 aout 1968 à Córdoba (Colombia) est un guerilléro et homme politique colombien. En matière d’atteintes aux droits de l’homme de la Colombie, figure la répression syndicale, malgré ces risques, il rejoint l’Union syndicale ouvrière à Antioquia. 
Il rallie le Parti communiste colombien et devient le principal dirigeant et secrétaire politique de ce parti. En tant que commissaire politique de la région et département du Huila, il est envoyé par le PCC dans la cordillère centrale entre 1949 et 1953, afin de guider les groupes d'autodéfense paysanne de la région de Marquetalia.
Il est plus proche du Parti communiste chinois (PCC) et de son chef Mao Tsé-toung, plutôt que du Parti Communiste de l'Union soviétique (PCUS). 

## Biographie
Né d'une famille payanne dans le département d'Antioquia, étudiant dans le social, actif dans la Jeunesse communiste de Colombie (JUCO) et depuis 1948 dans le Parti communiste colombien (PCC) lié aux secteurs sociaux populaires. 
Au début des années 1950, il est proche des guérilleros du sud de Tolima en tant que commissaire politique avec Jacobo Arenas (pseudonyme de Luis Morantes). 
En déplacement vers la zone de San Jorge (Córdoba), où l'Armée populaire de libération, dirigée par le Parti communiste de Colombie - Marxiste-léniniste (PCC-ML), et militant au sein de l'EPL, alors qu'il tentait de se réfugier dans la maison d'un compagnon, dénoncé, Pedro Hernando Vásquez Rendón est tué à coups de machette par deux paysans, le 5 août 1968, certains diront a été vilainement assassinéqui le décapite et emmene sa tête à l'armée pour récupérer la récompense. certains diront a été vilainement assassiné. Un an plus tard, l'EPL venge sa mort en exécutant les paysans agresseurs et leurs proches. Pendant plusieurs années, l’EPL a maintenu la version selon laquelle Pedro Vásquez avait disparu.

### Post Mortem
- En sa mémoire, de nombreuses organisations politiques du PCC-ML, de l'EPL et des organisations maoïstes portent son nom.
- Les révolutionnaires Chiliens inclinent les drapeaux pour commémorer la mort du camarade et frère Pedro Vasquez Rendón, secrétaire général du Parti communiste.